# Ischiocentra disjuncta
Ischiocentra disjuncta är en skalbaggsart som beskrevs av Martins och Maria Helena M. Galileo 1990. Ischiocentra disjuncta ingår i släktet Ischiocentra och familjen långhorningar.
Artens utbredningsområde är Venezuela. Inga underarter finns listade i Catalogue of Life.